# Diócesis de Hålogaland del Sur
La diócesis de Hålogaland del Sur (en noruego: Sør-Hålogaland bispedømme; en inglés: Diocese of Sør-Hålogaland) es una división de la Iglesia de Noruega. La diócesis cubre los templos luteranos de la Iglesia de Noruega situados dentro de la provincia de Nordland, Noruega. Tiene su sede en la ciudad de Bodø, en concreto en la Catedral de Bodø, sede del Obispado, presidido por Ann-Helen Fjeldstad Jusnes desde 2015. La diócesis se dividió en ocho decanatos o prostis.

## Historia
En 1952, la antigua Diócesis de Hålogaland (que abarcaba todo Nord-Norge) se dividió en dos: la Diócesis de Hålogaland del Sur (provincia de Nordland) y la Diócesis de Hålogaland del Norte (provincia de Troms, Finnmark y Svalbard).

## Obispos
Los obispos de Hålogaland del Sur han sido desde su creación en 1952:
- 1952-1959: Wollert Krohn-Hansen
- 1959-1969: Hans Edvard Wisløff
- 1969-1982: Bjarne Impar Weider
- 1982-1992: Fredrik Grønningsæter
- 1992-2006: Øystein Ingar Larsen
- 2007-2015: Tor Berger Jørgensen
- Desde 2015: Ann-Helen Fjeldstad Jusnes

## Catedral de Bodø
La antigua iglesia de Bodø fue destruida durante la II Guerra Mundial, y después de la guerra se hicieron planes para reemplazar a la iglesia y la catedral de la nueva diócesis. La primera piedra fue colocada en 1954 y fue consagrada por el obispo Wollert Krohn-Hansen en 1956. También hay un monumento en memoria de cuantos murieron en Bodø durante la Segunda Guerra Mundial.

## Estructura
La Diócesis de Sør-Hålogaland se divide en ocho decanatos (en noruego: prosti). Cada uno de ellos corresponde a varios municipios de la diócesis. Cada municipio se divide en uno o más parroquias que contienen una o más congregaciones (véase abajo cada municipio para ver la lista de iglesias y parroquias dentro de ellos).
| Decanato (prosti)                                             | Municipios                                                     | Mapa de la Diócesis |
| ------------------------------------------------------------- | -------------------------------------------------------------- | ------------------- |
| Bodø domprosti (Mapa: azul inferior)                          | Bodø, Gildeskål, Meløy, Røst, Værøy                            |                     |
| Lofoten prosti (Mapa: parte superior de la verde)             | Flakstad, Moskenes, Vestvågøy, Vågan                           |                     |
| Vesterålen prosti (Mapa: azul superior)                       | Andøy, Bø, Hadsel, Sortland, Øksnes                            |                     |
| Ofoten prosti (Mapa: rojo)                                    | Evenes, Hamarøy, Lodingen, Narvik                              |                     |
| Salten prosti (Mapa: la superior de color amarillo)           | Beiarn, Fauske, Saltdal, Steigen, Sørfold                      |                     |
| Nord-Helgeland prosti (Mapa: azul claro)                      | Alstahaug, Dønna, Herøy, Leirfjord, Lurøy, Nesna, Rødøy, Træna |                     |
| Indre Helgeland prosti (El mapa: la inferior verde)           | Grane, Hattfjelldal, Hemnes, Rana, Vefsn                       |                     |
| Sør-Helgeland prosti (El mapa: la inferior de color amarillo) | Bindal, Brønnøy, Sømna, Vega, Vevelstad                        |                     |